# 当郎忽洞苏木
当郎忽洞苏木，是中国内蒙古自治区乌兰察布市察哈尔右翼后旗下辖的一个乡镇级行政单位。

## 行政区划
当郎忽洞苏木共辖以下地区：
察汗不浪嘎查、黄羊城嘎查、补力图村、海卜子村、八间房村、甲力汉营村、二道湾村、三道湾村、任家村、察汗淖村、后洼村、格小村、宿蛤蟆村。